# 德拉戈柳布·布尔诺维奇
德拉戈柳布·布尔诺维奇（1963年11月2日—），黑山男子足球运动员，场上位置是中场。他曾代表南斯拉夫国家队参加1990年国际足联世界杯，结果队伍止步八强赛。